# جيان فيتوريو بالدي
جيان فيتوريو بالدي (بالإيطالية: Gian Vittorio Baldi)‏ (و. 1930 – 2015 م) هو مخرج أفلام، وكاتب سيناريو، ومنتج أفلام، ومونتير من إيطاليا، ومملكة إيطاليا، ولد في لوغو، توفي في فاينزا، عن عمر يناهز 85 عاماً.

## التعليم
تعلم في جامعة روما سابينزا، وتعلم في المركز التجريبي للتصوير السينمائي ‏
.

## وصلات خارجية
- جيان فيتوريو بالدي على موقع IMDb (الإنجليزية)
- جيان فيتوريو بالدي على موقع ألو سيني (الفرنسية)
- جيان فيتوريو بالدي على موقع أول موفي (الإنجليزية)
- جيان فيتوريو بالدي على موقع قاعدة بيانات الأفلام السويدية (السويدية)
- جيان فيتوريو بالدي على موقع قاعدة بيانات الفيلم (الإنجليزية)
- جيان فيتوريو بالدي على موقع كينوبويسك (الروسية)